# Соломон (Румунія)
Соломон (рум. Solomon) — село у повіті Селаж в Румунії. Входить до складу комуни Гирбоу.
Село розташоване на відстані 368 км на північний захід від Бухареста, 27 км на схід від Залеу, 46 км на північ від Клуж-Напоки.

## Населення
За даними перепису населення 2002 року у селі проживали 427 осіб, з них 425 осіб (99,5%) румунів. Рідною мовою 425 осіб (99,5%) назвали румунську.